# Histanocerus abnormis
Histanocerus abnormis es una especie de coleóptero de la familia Pterogeniidae.

## Distribución geográfica
Habita en Java (Indonesia).